# Sveinbjörn Barðarson
Sveinbjörn Barðarson (n. 1138) fue un caudillo medieval y goði de Selárdalur, Islandia en el siglo XII. Era médico y tuvo un papel relevante durante la guerra civil islandesa, episodio histórico conocido como Sturlungaöld. Pertenecía al clan familiar de los Seldælir y era hijo de Bárður svarti Atlason.
Sveinbjörn aparece como protagonista de una disputa con su vecino Þorvaldur Snorrason Vatnsfirðingur que se acentuó cuando su hijo, Hrafn Sveinbjarnarson, tomó las riendas del patrimonio familiar, un asunto que acabó en una cadena de tragedias y venganzas que se perpetuó durante generaciones.

## Herencia
Se casó con Steinunn Þórðardóttir (n. 1146), hija de Þórður Oddleifsson (n. 1120) y de esa relación nacieron siete hijos:
- Hrafn Sveinbjarnarson
- Herdís Sveinbjörnsdóttir (n. 1170), que sería esposa del abad Hallur Gissurarson, lögsögumaður de Islandia.
- Helga Sveinbjörnsdóttir (n. 1172)
- Guðrún Sveinbjörnsdóttir (n. 1174)
- Markús Sveinbjörnsson (n. 1175)
- Halla Sveinbjörnsdóttir (n. 1177)
- Birna Sveinbjörnsdóttir (n. 1178)